# Oteapan
La municipalité d'Oteapan est l'une des 212 municipalités de l'État de Veracruz, et est située dans la partie sud-est de cet État. La ville éponyme de Oteapan, chef-lieu de la municipalité, en occupe la plus grande partie du territoire. Elle se trouve en situation de conurbation avec les villes voisines de Cosoleacaque et de Chinameca. Elle fait partie de l'isthme de Tehuantepec, au bord du couloir de communication ferroviaire entre les océans Atlantique et Pacifique. Elle fait également partie de la Région Olmeca, qui est l'une des subdivisions administratives de l'État de Veracruz.

## Géographie
La municipalité d'Oteapan se situe dans la vallée fleuve Río Coatzacoalcos, sur l'une de ses rivières affluentes, le Río Chacalapa. Son chef-lieu Oteapan se trouve dans la partie nord de son territoire, et est jouxté par les villes de Cosoleacaque et de Chinameca. La municipalité occupe un territoire de 22,1 km2 et est peuplée en 2020 de 17 559 habitants, pour une densité de 713,1 habitants par km2.
Elle est limitrophe au nord de la municipalité de Chinameca, à l'ouest de celle de Jáltipan, au sud de celle de Zaragoza et à l'ouest de celle de Cosoleacaque.
Elle appartient à la "Zona metropolitana de Minatitlán", regroupant les municipalités de Chinameca, Cosoleacaque, Jáltipan, Minatitlán, Oteapan et Zaragoza, pour une population totale de 329 228 habitants.

## Composition et démographie
La municipalité était composée en 2010 de 9 localités, dont une seule était considérée comme urbaine, les autres étant rurales et ne comptant pas plus de 30 habitants.
En plus de l'espagnol, plusieurs langues amérindiennes sont parlées dans la municipalité, dont les principales sont par ordre d'importance : le nahuatl, le popoluca et le zapotèque.

## Économie

### Agriculture et élevage
La superficie des parcelles semées représentait, en 2019, une surface totale de 392 hectares, parmi lesquels 380 hectares étaient voués à la culture du maïs et 12 hectares à celle de l'orange.
En 2019, la production de viande par tonnes comprenait 172,3 tonnes de viande bovine, 53,8 tonnes de viande porcine, 2,9 tonnes de viande ovine, 11,9 tonnes de volailles et 0,8 tonnes de dinde. La superficie vouée à l'élevage représentait alors 790 hectares.